# Anton Chigurh
Anton Chigurh é o antagonista do romance No Country for Old Men, escrito por Cormac McCarthy, e do filme homônimo. No cinema, foi interpretado pelo ator espanhol Javier Bardem.
Sobre Anton Chigurh pouco se sabe porque o livro não é de modo algum esclarecedor acerca da história do assassino. Sabe-se que não tem escrúpulos e tem falta de senso de humor. Não se importa com nada ou ninguém e pelo que se sabe tem um ódio a velhos.
Seus modos de atuar são desde estrangular até ao uso da sua arma letal, uma bilha de ar comprimido que usa como pistola. Chigurh usa uma moeda para decidir se mata ou não as suas vítimas.
O personagem recebeu muitos elogios durante o lançamento do filme, onde Javier Bardem ganhou um Óscar, um Globo de Ouro e um BAFTA por seu papel. Chigurh foi incluído a numerosas listas dos maiores vilões de filmes, mais notavelmente na lista dos 100 maiores personagens do cinema de todos os tempos pela revista Empire.

## Histórico
Anton Chigurh é um assassino perseguido pela policia, ele mata instintivamente sem nenhum motivo aparente, um dos personagens o descreveu como “sem senso de humor”.
O seu visual é bastante único, sempre trajando roupas pretas e usando um cabelo fora do comum, e seu “instrumento de morte” não fica para trás, um cilindro de oxigênio que ele usa para arrombar portas e matar pessoas, multiuso, e sua arma de fogo com um silenciador enorme, sendo ele um exímio atirador.
Um fato importante para se falar é a moeda. Em uma das cenas do filme, Chigurh conversa com um idoso, dono de uma mercearia no meio da estrada, e ao se irritar com ele, Chigurh joga uma moeda aos ares e em seguida pede para ele escolher. O idoso acaba vencendo a aposta, e Chigurh o manda guardar a moeda dizendo que ela era sua moeda da sorte, isso se deve ao fato que a moeda decidiu que o velho iria viver e Chigurh não tinha motivo para matá-lo então jogou a moeda para que ela decidisse.
Chigurh tem um tipo de código de conduta, princípios que transcendem drogas, dinheiro e as leis que as pessoas seguem. Há uma cena em que Chigurh deixa a entender que mata as pessoas pelo simples incomodo que elas causam em sua vida.
Anton parece odiar a ciade de Dallas, Texas, visto que sempre que há alguma menção a localização, Chigurh se estressa.

## Criação
O personagem é considerado uma recorrência do arquétipo do "mal que ninguém pode deter", encontrado em outros filmes dos irmãos Coen. Entretanto, os diretores quiseram evitar um personagem unidimensional, em particular comparação ao personagem Exterminador. Os irmãos Coen decidiram, na escolha de elenco, optar por um ator que interpretasse o personagem de forma que este "parecesse vir de Marte", evitando que a audiência identificasse sua origem. A apresentação de Chigurh no início do filme é inspirada na abertura do filme The Man Who Fell to Earth, de 1976. Alguns críticos têm enxergado em Chigurh "um equivalente moderno da Morte de O Sétimo Selo, filme de 1957 dirigido por Ingmar Bergman". Bardem aceitou o papel por ter se tornado fã dos irmãos Coen desde que assistiu a Blood Simple.

## No filme
O oeste do Texas, na década de 1980, é um ambiente desolado. Ed Tom Bell (Tommy Lee Jones) lamenta o aumento da violência na região, onde ele, assim como fizeram seu pai e seu avô antes, ocupa o cargo de xerife.
Llewelyn Moss (Josh Brolin), um veterano do Vietnã, durante uma caçada a antilocapras no deserto, depara-se com o que restou de uma malsucedida negociação de entorpecentes: diversos cadáveres baleados e em estado de putrefação, um mexicano ferido pedindo água, uma grande quantidade de heroína em uma caminhonete e uma mala com dois milhões de dólares, a qual leva consigo ao voltar para casa. Durante a noite, Moss resolve retornar ao local do massacre, levando água ao homem ferido que havia encontrado, mas é perseguido por dois homens armados em uma caminhonete. Ao voltar para casa, toma para si a mala com o dinheiro, manda sua esposa Carla Jean (Kelly Macdonald) para a casa da mãe em Odessa e segue seu caminho rumo à cidade de Del Rio, hospedando-se em um motel e escondendo a mala nos dutos de ventilação do mesmo.
Anton Chigurh (Javier Bardem), um assassino de aluguel contratado para recuperar o dinheiro, tendo estrangulado um policial para escapar da prisão e roubado um carro, fazendo uso de uma pistola de ar comprimido para matar o motorista, carrega consigo um receptor que rastreia a localização do dinheiro, através de um transponder escondido dentro da mala. No motel, ao invadir o quarto onde Moss escondeu o dinheiro, Chigurh surpreende um grupo de mexicanos armados que preparavam uma emboscada para Moss, matando-os em seguida. Porém Moss, adiantando-se em relação aos seus perseguidores, já havia alugado o quarto contíguo ao invadido. Havia uma conexão nos dutos de ventilação de ambos os quartos. Assim, quando Chigurh removeu a tela de proteção do duto para reaver o dinheiro, Moss já havia fugido levando-o consigo.
Rastreando o dinheiro até um hotel em uma cidade fronteiriça, a perseguição de Chigurh a Moss chega ao seu clímax, culminando em uma troca de tiros que se estende às ruas da cidade e deixa ambos os homens feridos. Moss atravessa a fronteira, desmaia devido aos ferimentos e é levado a um hospital mexicano. Ao acordar, encontra Carson Wells (Woody Harrelson), outro assassino contratado, que lhe oferece proteção em troca do dinheiro.
Chigurh, após recuperar-se de seus ferimentos, vai ao encontro de Wells no hotel onde este se hospedava e o mata no momento em que Moss efetua uma ligação telefônica para o quarto. Chigurh atende a ligação, levanta cuidadosamente seus pés para evitar manchas de sangue em suas botas, e promete a Moss que não fará mal a Carla Jean se o dinheiro lhe for entregue. Moss, entretanto, provoca Chigurh e desdenha da proposta.
Moss combina um encontro com sua esposa em um motel na cidade de El Paso, com o intuito de lhe entregar o dinheiro e mandá-la para longe das ameaças. Carla Jean insiste ao xerife Bell para que este salve a vida de seu marido, mas é tarde: chegando ao motel, Bell vislumbra um grupo de homens saindo do motel em uma caminhonete em alta velocidade e encontra o cadáver de Moss no chão do quarto que ocupava. Durante a noite, Bell retorna ao motel e verifica a fechadura da porta de um dos quartos, destruída segundo os métodos de seu principal suspeito. Chigurh está escondido atrás da porta, observando o movimento das luzes através do buraco da fechadura. Com a arma em punho, Bell entra no quarto de Moss e verifica que a tela de proteção do duto de ventilação, que estava vazio, fora removida com uma moeda.
Bell, ao visitar seu tio Ellis (Barry Corbin), um ex-oficial da lei, expõe seu desejo de se aposentar, pois se sente que está "ultrapassado" em relação à complexidade dos crimes que vêm ocorrendo em sua jurisdição. Ellis, entretanto, afirma que a violência sempre esteve presente na região, e diz a Bell que é vaidade pensar que está tudo ao seu alcance.
Carla Jean, ao retornar do funeral da mãe, encontra Chigurh à sua espera, e lhe diz que não está em posse do dinheiro roubado por Moss. Chigurh revela a Carla Jean a proposta que havia feito a seu marido, mediante a qual sua vida seria poupada em troca do dinheiro. Em seguida, diz que o melhor que tem a lhe oferecer é decidir pela sua vida em uma partida de cara ou coroa. Carla Jean dispensa a oferta e diz que a escolha cabe a Chigurh. Em seguida, o assassino de aluguel deixa a casa sozinho e checa cuidadosamente o solado de suas botas. Ao deixar o local dirigindo, Chigurh é ferido em um acidente automobilístico, imobiliza de forma improvisada o braço fraturado e abandona o veículo destruído na colisão.

## Recepção
Os críticos aclamaram a performance de Bardem, premiando-lhe com o Oscar, o Globo de Ouro e o BAFTA. Chigurh foi incluido à lista dos maiores vilões. O site That Guy With The Glasses nomeou-o a terceira performance mais assustadora de todos os tempos.